# Орден Заслуг (Велика Британія)
Орден Заслуг (англ. Order of Merit) — відзнака членів обмеженого товариства (ордену), започаткованого у Великій Британії у 1902 році королем Едуардом VII. Глава ордену — Британський монарх.
Створений за аналогією з прусським Pour le Mérite. Членство в ордені надається як нагорода за видатну службу у збройних силах чи за особливий внесок у розвиток науки, мистецтва, літератури, культури. Вигляд відзнаки, що вручається як військова нагорода, відрізняється від цивільної парою перехрещених мечів за центральним медальйоном.
Призначення в орден — особисте рішення монарха, на відміну від більшості інших орденів, що надаються рішенням уряду.
Членство в ордені обмежується 24 членами та главою, проте іноземці додатково можуть бути включені до ордену на правах «почесних членів». З моменту утворення орден був відкритий для жінок; Флоренс Найтінгейл була першою жінкою, яка отримала орден у 1907 році. Орден не надає лицарського звання чи іншого статусу, проте члени ордену можуть використовувати літери OM після свого імені. Знак ордену має вигляд червоного хреста з золотою короною нагорі. Стрічка червоно-синя.

## Поточні члени
- Глава: Чарльз III
- Члени:

1. принц Філіп, герцог Единбурзький, KG, KT, OM GBE, AC, QSO, PC (10 червня 1968), Принц-консорт
2. привелебний Овен Чедвік, OM, KBE (11 листопада 1983), історик релігії
3. сер Ендрю Гакслі, OM, FRS (11 листопада 1983), фізіолог, нобелівський лауреат з медицини
4. доктор Фредерік Сенгер, OM, CH, CBE, FRS (11 лютого 1986), біохімік, двічі нобелівський лауреат з хімії
5. баронеса Маргарет Тетчер, LG, OM, PC, FRS (7 грудня 1990), прем'єр-міністр Великої Британії (1979—1990)
6. дама Джоан Сазерленд, OM, AC, DBE (27 листопада 1991), колоратурне сопрано
7. сер Майкл Френсіс Атія, OM, FRS (17 листопада 1992), математик і медаліст Філдса
8. Люсьєн Фрейд, OM, CH (6 грудня 1993), художник
9. сер Аарон Клуг, OM, FRS (23 жовтня 1995), біофізик, нобелівський лауреат з хімії
10. барон Норман Фостер, OM, RA (25 листопада 1997), архітектор
11. сер Ентоні Каро, OM, CBE (9 травня 2000), скульптор
12. сер Роджер Пенроуз, OM, FRS (9 травня 2000), фізик-математик
13. сер Том Стоппард, OM, CBE (9 травня 2000), драматург
14. Чарльз, принц Уельський, KG, KT, GCB, OM, AK, QSO, PC, ADC (27 листопада 2002), спадкоємець престолу
15. барон Роберт Мей, OM, AC, FRS (28 жовтня 2002), еколог і президент Королівського товариства
16. барон Натаніель Ротшильд, OM, GBE (28 жовтня 2002), філантроп
17. сер Девід Аттенборо, OM, CH, CVO, CBE, FRS (10 червня 2005), режисер
18. баронеса Бетті Бутройд, OM, PC (10 червня 2005), перша жінка — спікер палати громад
19. сер Майкл Еліот Говард, OM, CH, KBE, MC (10 червня 2005), військовий історик
20. сер Тім Бернерс-Лі (13 червня 2007), вчений, винахідник URI, URL, HTTP, HTML, один з авторів Всесвітнього павутиння
21. барон Мартін Джон Різ (13 червня 2007)
22. архієпископ Робін Еймз (13 червня 2007)
23. Жан Кретьєн (13 липня 2009), прем'єр-міністр Канади (1993—2003)

- Почесні члени:
  -  Нельсон Мандела, OM, CC, AC, QC (21 березня 1995), політик, лауреат Нобелівської премії миру